# ماندزلی
ماندزلی (به انگلیسی: Mundesley) یک روستا و محله مدنی در بریتانیا است که در North Norfolk واقع شده‌است. ماندزلی ۲٫۸۴ کیلومتر مربع مساحت و ۲٬۷۵۸ نفر جمعیت دارد.